# L'inafferrabile (film 1928)
L'inafferrabile (Spione) è un film muto del 1928 diretto da Fritz Lang.
Il film è stato restaurato al Museo del cinema di Monaco nel 1977 e riportato alla sua lunghezza originale dalla Fondazione Friedrich Wilhelm Murnau nel 2003 e nel 2004. Non ci sono negativi originali sopravvissuti, ma una copia di alta qualità è conservata al Filmovy Národni Archivio di Praga.

## Trama
Haghi, direttore di una banca e personaggio apparentemente rispettabile, in realtà è il capo di un'organizzazione di spionaggio attiva a livello internazionale, specializzata in estorsioni e in traffico di informazioni rubate. Egli appare su una sedia a rotelle ed è accudito da una premurosa e fedele infermiera sordomuta. Le spie eseguono i suoi ordini e commettono crimini in tutti i paesi in cui sono inviate. Affascinato dalla misteriosa bellezza di una giovane russa, Sonja Barranikowa, Haghi la convince a lavorare per lui con il pretesto di darle un'occasione per vendicare il padre e il fratello, condannati a morte dall'Ochrana, la polizia zarista. Divenuta una spia ella seduce il colonnello austriaco Jellusič affinché tradisca il suo paese. Burton Jason, il capo dei servizi segreti invia un agente, Donald Tremaine, conosciuto soltanto come "n. 326", ad indagare sul caso. Haghi conosce l'identità di “n. 326” e gli manda Sonia.
La bella russa lo supplica di darle aiuto, raccontandogli una storia: ha ucciso un uomo che aveva tentato di violentarla ed è inseguita dalla polizia. Lui la nasconde nella sua stanza. Dopo avergli sottratto alcuni documenti, gli lascia un messaggio e scompare. Ma Haghi non ha previsto una eventualità: Sonja Barranikowa e "n. 326" si innamorano. Lo intuisce da una serie di comportamenti di lei e non accetta la giustificazione che la giovane accampa di una straordinaria somiglianza dell'agente con il fratello perduto. La rinchiude in un alloggio segreto nel suo quartier generale in attesa di liberarsi di Tremaine. Nel frattempo ricatta Lady Leslane, una oppiomane, per carpirle i segreti conosciuti dal marito Roger, cioè il luogo e il nome dei membri di un vertice che concluderà un importante negoziato giapponese.
Akira Matsumoto, capo del servizio di sicurezza giapponese è sulle tracce dei complici di Haghi e pedina Sonia. Responsabile della custodia del trattato, consegna a tre corrieri al suo servizio un pacchetto sigillato da recapitare a Tokyo, seguendo tre differenti percorsi. All'interno di uno di quei plichi è nascosto il trattato. Haghi fa uccidere i corrieri e li ottiene tutti e tre, ma all'interno trova solo vecchi giornali. Matsumoto consola l'agente n.326 che affoga, in un locale equivoco, i suoi dispiaceri nell'alcol, e lo informa che Sonia è una spia e i suoi uomini stavano per arrestarla se non fosse scomparsa. Lo esorta a resistere con fermezza: "Niente può far deviare un uomo dal suo dovere, neanche una donna!" e non sa l'irreprensibile diplomatico come sia difficile resistere al fascino femminile, Sarà lui a farne le spese di lì a poco.
Uscito dall'osteria è colto da un temporale e incontra una povera ragazza fradicia che gli racconta di essere scappata di casa per sottrarsi alle botte di un padre violento e alla desolazione di una madre ubriaca e lo implora di aiutarla. Egli non sa che è una spia di Haghi, cede alla pietà e la ospita per la notte nella sua casa. Prima di partire per il Giappone, trascorre qualche ora con lei, ma quando si sveglia scopre che se ne è andata con il trattato, che lui aveva nascosto in una tasca della valigia. Avendo tradito suo malgrado la fiducia che il suo paese riponeva in lui, non ha altra scelta che suicidarsi. Anche Jellusič, dopo aver intascato il denaro offertogli da Sonia in cambio di preziose informazioni, viene denunciato da Haghi di tradimento all'Alto Comando Asburgico. Secondo il codice d'onore, gli è concesso di esprimere un ultimo desiderio. Lui chiede una pistola e si spara. Donald Tremaine e Jason passano all'agente 719, che lavora sotto copertura nel circo come clown, col nome di Nemo, il compito di rintracciare la banca che ha liquidato a Jellusič le 20.000 sterline in banconote nuove e numerate in ordine progressivo, depositate in una lettera all'Ufficio Postale.
Intanto Haghi affida a Sonia un ultimo incarico, promettendole di lasciarla poi libera. Deve trasferire il delicato trattato oltrefrontiera, viaggiando in un vagone letto dell'orient Express. Sul treno 33.133, partito poco prima, viaggia Tremaine (che Sonia aveva intravisto dal finestrino), ma una trappola è stata preparata per l'inconsapevole agente. Mentre dorme, la sua carrozza è staccata e abbandonata in un tunnel. Egli si risveglia un attimo prima che un altro treno lo travolga. Sonia che è corsa in suo aiuto lo ritrova ancora vivo, sotto un cumulo di detriti e lo riconosce perché la sua mano stringe il ciondolo che lei gli aveva regalato. La Banca di Haghi è finalmente occupata dalla forze dell'ordine che l'hanno identificata come la centrale del crimine ma il direttore si è volatilizzato, risulta introvabile. Il circo contiene la chiave del mistero: il clown Nemo, l'agente n. 719 è l'ennesimo travestimento di Haghi. Quando il clown va in scena a recitare il suo numero, si accorge che è accerchiato dalla polizia e si spara alla testa. Il pubblico, credendo che il gesto faccia parte dello spettacolo, applaude.

## Produzione
Il film è il primo prodotto da Lang che crea la società Fritz Lang-Film GmbH, nel giugno del 1927, dopo che la UFA è quasi fallita per i costi enormi di Metropolis.

### Soggetto
Il soggetto è tratto da un romanzo di Thea von Harbou, una sceneggiatrice che Lang aveva sposato nel 1922, dopo la morte dalla prima moglie. Thea von Harbou scrisse insieme al regista la sceneggiatura dei più importanti film del periodo tedesco di Lang.

### Riprese
Le riprese durarono 15 settimane. Il giornalista Robert Spa della rivista Cinemagazine del 17 febbraio 1928 fece una relazione di come lavorava il regista sul set del film:
la giornata di lavoro iniziava dalle 9 del mattino, continuava fino alle 23 della sera e la pausa per il pasto non durava più di dieci minuti. Gli elettricisti e i macchinisti lavoravano in tre turni. Nello studio, largo quattro volte quelli francesi, durante le riprese c'era un silenzio eccezionale e il regista impartiva ordini secchi con voce decisa. Controllava personalmente ogni dettaglio: costumi, scenari, accessori, trucchi.

## Distribuzione
In Germania, il film fu distribuito dall'Universum Film (UFA) con il visto di censura B.18505 del 21 marzo 1928. La prima si tenne il giorno seguente all'Ufa Palast am Zoo di Berlino e il film uscì nelle sale con il divieto di visione per i minori. La pellicola ebbe una distribuzione internazionale: nei Paesi Bassi uscì il 13 aprile 1928, distribuita dall'UFA Film Maatschappij: in Finlandia il 25 ottobre. Nel 1929, uscì anche in Portogallo (13 febbraio) e negli Stati Uniti, distribuita dalla Metro-Goldwyn-Mayer (MGM) che organizzò una première a New York il 4 marzo, mentre il film poi uscì in sala il 10 marzo. Spione, il 26 marzo 1930, arrivò anche in Giappone, paese nel quale, nel settembre 2005, il film venne ripresentato nell'ambito di una retrospettiva dedicata a Lang e a Friedrich Wilhelm Murnau.

### Critica
- «Qui, come nel primo film di Mabuse, abbiamo la tecnica perfetta dell'avventura: le scene sono collegate come anelli di una catena, ogni avvenimento precipita in quello successivo; l'uso dell'ellissi accelera l'azione; la logica quasi meccanica esclude l'analisi dei caratteri».[3]
- «Spione non è il prodotto migliore di Lang. Il calo di ispirazione si avverte soprattutto nella seconda parte, dove l'intreccio si annoda malamente, generando lacune e confusione narrativa».[4]
- «... a Fritz Lang si deve la prima utilizzazione delle ombre espressioniste messe al servizio di un film poliziesco. Con Spione, che segna inequivocabilmente il superamento del muto e sembra in tutte le sue sequenze invocare l'avvento del sonoro per sviluppare il suspense del suo plot, e con M, il suo primo film sonoro, Lang inventa quello che sarà definito film noir e che troverà nel cinema USA degli anni '40-'50 la sua grande fortuna e i suoi grandi autori. Lang sarà tra questi e La donna del ritratto, La strada scarlatta e The Big Heat saranno tra gli eredi dello Spione» [5].

### Dichiarazioni di Lang
Gli anni venti a Berlino:
«Nella prima metà degli Anni Venti, il cinema tedesco rifletteva l'epoca e i suoi umori cupi e disperati in film altrettanto tetri e minacciosi. I degenti del bizzarro manicomio e il suo sinistro direttore ne Il gabinetto del dottor Caligari, il vampiro mortale Nosferatu di Murnau, o il Golem di Wegener, non potevano nascere che in un'epoca simile. Io stesso mi unii a questi cineasti con due personaggi: il grande criminale Dottor Mabuse, il giocatore e la grande spia Haghi di L'inafferrabile…
Nel mio lavoro usavo sempre e uso tuttora avvenimenti reali, tratti dalla cronaca».
Il personaggio di Haghi:
«Haghi, la grande spia, è semplicemente ciò che chiameremmo oggi un computer umano. Privo di ogni sentimento, mostra una totale indifferenza verso gli esseri umani che per lui sono soltanto pedine da spostare secondo i disegni del suo cervello matematico».

### Ascendenze letterarie e cinematografiche
I romanzi polizieschi americani di Dashiell Hammett e di Raymond Chandler;
I film contemporanei di Ernst Lubitsch e di Erich von Stroheim (Socci)

### Tecnica cinematografica
Giochi con le ombre: con la tipica tecnica espressionistica il regista inquadra ombre gigantesche proiettate sulle pareti nei momenti drammatici, o addirittura le fa precedere all'accadimento.
Metonimie: mani sconosciute aprono una cassaforte, la mano sporca di Tremaine travestito da vagabondo lascia una scia scura sulla poltrona dell'albergo, la mano di Sonia punta una rivoltella, Matsumoto prende la mano di Tremaine per esprimergli amicizia, Sonia innamorata accarezza con la mano la fotografia dell'agente, mani ingioiellate offrono tazze di the, la mano di Tremaine stringe il ciondolo regalatogli da Sonia, ecc.;
Poetica del dettaglio: Lang dedica attenzione ai "tic" dei personaggi principali e minori, per comunicare una maggiore sensazione di realtà. Haghi corruga la fronte, ama i capelli impomatati con la scriminatura centrale, l'ispettore si gratta il naso, sporge il labbro inferiore, non trova mai gli occhiali, l'impiegato postale mastica in continuazione, l'infermiera devota attente ordini con le braccia infilate sotto la pettorina del grembiule, ecc.
Immagini oniriche:
il regista le ottiene o con l'illuminazione spettrale che distorce e sfuma le forme, ad esempio gli alberi diventano macchie nella scena nell'inseguimento fra l'automobile delle spie e il sidecar di Tremaine e Sonia (questa idea sarà ripresa anche ne Il testamento del dottor Mabuse del 1932),
o con la tecnica della sovrimpressione come nella scena in cui Matsumoto prima di suicidarsi vede il sol levante, simbolo del suo paese e i corrieri uccisi nel compimento della loro missione: le immagini sovrimpresse comunicano il senso di colpa che opprime il diplomatico consapevole di aver tradito suo malgrado; e ancora nella sequenza in cui Sonia vede il numero 33-133 sul treno in cui viaggia Tremaine: la ripetizione di quel numero sovrimpresso sulle ruote che girano, sulle boccette di cosmetici sul tavolino da toeletta e poi ancora sulle ruote rappresenta lo sforzo mentale che lei sta facendo per ricordare. (Eisner, pp. 84-92)

### Elementi visivi caratteristici
Porte che si aprono e si chiudono; corridoi e scale che fanno pensare ai disegni di Piranesi; ripetizione ossessiva di formule, codici, sigle, numeri ed equazioni; biglietti, buste e fogli, documenti, plichi; la potenza della tecnologia nelle comunicazioni: telegrammi, telefoni, microfoni, microcamere ecc., gli orologi, i gioielli. (Socci, pp. 40-42).

## Finale
Il film deve molto al teatro: travestimenti, scambi, false o doppie identità; in particolare ha un "teatralissimo finale":
«Il clown Nemo manipola gli umani e platealmente si congeda come il perfido Joker, l'avversario di Batman (il protagonista dell'omonimo film di Tim Burton, che certamente ha reso omaggio alla indimenticabile lezione di Lang), sull'orizzonte di un'altra metropoli neogotica. Il suo nome è Nessuno, la sua maschera cela un enigma, il suo volto è, al solito, inafferrabile: un geroglifico e uno specchio».(Socci, pp. 41-42).